# NGC 5907
NGC 5907(NGC 5906)은 용자리 방향으로 약 5,350만 광년 떨어진 나선 은하이다.

## 발견 및 역사
1778년 윌리엄 허셜에 의해 발견된 은하이며, NGC 5866 은하군에서 NGC 5866과 함께 NGC 5866 은하군의 가장 큰 은하로 발견되었다.

## 낮은금속 함량함유
NGC 5907에 속한 항성들이 다른 은하들에 비해 비정상적으로 낮은 금속 함량을 가지고 있다. 그리고 거의 대부분의 항성들이 거성이나 초거성이 아닌 왜성들로 이루어져 있다.

## 헤일로 및 원반 교란
은하의 헤일로에는 마치 우리 은하의 마젤란 흐름 같은 항성들의 흐름이 있고 이런 흐름은 과거에 어느 불규칙 은하가 NGC 5907에 충돌했을 때 발생한 중력 섭동 때문에 만들어졌다고 추정된다. 이 왜소 은하로 인해 은하의 원반이 뒤틀린 상태가 되었다고 한다.

## X선 천체의 발견
NGC 5907 ULX-1라는 X선 천체들이 발견되었다.

## 초신성
지금까지 총 1개의 초신성이 발견되었다.
- 1940년에 II형 초신성인 SN 1940A가 폭발하였으며, 극대 광도는 +14.40이었다.

## 갤러리

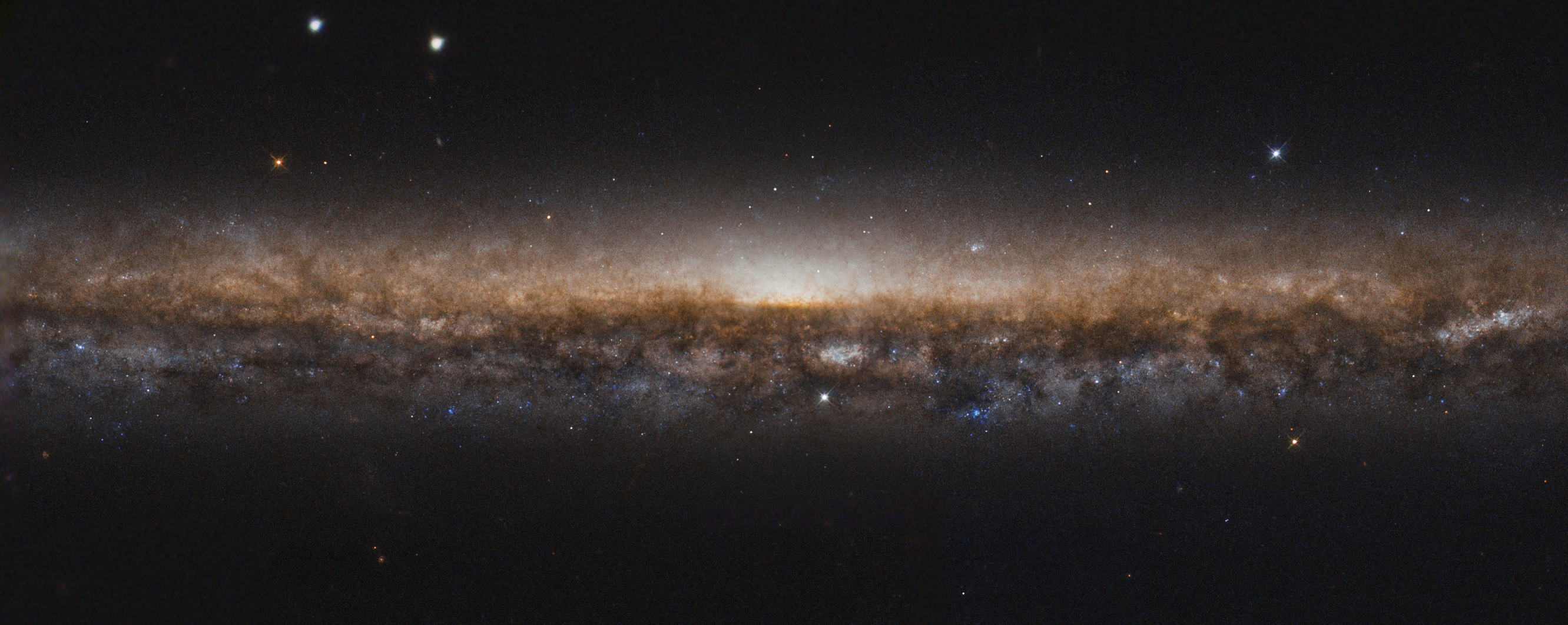
HST에서 찍은 NGC 5907의 모습이다.